# Natas (группа)
Natas  — американская хип-хоп-группа из Детройта. Состоит из Esham, "ТNТ", и "Mastamind". Natas выполняет стиль, который она называет Acid Rap, и известна своими темными, насильственными песнями, основанными на рок-звучании. Эшем встретился со студентом Осборнской школы, Mastamind, который предоставил ему свои демо-произведения, и они, совместно с давним другом Эшема ТNТ образуют группу под названием "Natas". И в 1992 г. группа выпустила свой дебютный альбом, Life After Death, выпущенный на Reel Life Productions. Название группы участники расшифровывают как "Nation Ahead of Time And Space" или "Niggaz Ahead of Time And Space", а также "Satan", написанный в обратном порядке.

## Дискография

### Альбомы
- 1992: Life After Death
- 1994: Blaz4me
- 1995: Doubelievengod
- 1997: Multikillionaire: The Devil's Contract
- 1999: WicketWorldWide.COM
- 2002: Godlike
- 2006: N of tha World
- 2009: The Vatican
- TBA: HYPOCRISY